# More danico
El matrimonio more danico (del latín a la manera danesa; danesche manere en normando) hace referencia al matrimonio poligínico que practicaban los vikingos establecidos en Normandía tras el Tratado de Saint-Clair-sur-Epte (911). Su conversión oficial al cristianismo, desigual según las regiones, no les impidió el seguir manteniendo varias esposas, como antes en Escandinavia; de hecho, el misionero Ansgar (siglo IX) ya hablaba de esa costumbre.
A diferencia de los cristianos y de la Iglesia católica, que consideraba a las frilla (las segundas esposas) como concubinas y a sus hijos como bastardos, los normandos los asumían como perfectamente legítimos. Por tanto era normal, por ejemplo, que el joven Guillermo “el Bastardo”, hijo del matrimonio “more danico” del duque de Normandía Roberto el Magnífico, fuera designado en 1035 como sucesor de su padre. Según parece el duque Guillermo rompió con esta tradición escandinava, dado que no se le conoció ninguna “frilla” ni ningún hijo bastardo.